# Copa del Mundo de Esquí Alpino de 2010-11
La  Copa del Mundo de Esquí Alpino de 2010-11 se celebró del 23 de octubre de 2010 al 19 de marzo de 2011 bajo la organización de la Federación Internacional de Esquí (FIS). La final se celebró en la localidad de Lenzerheide (Suiza).

## Tabla de honor
| Categoría       | Masculino      | Nación         | Femenino            | Nación         |
| --------------- | -------------- | -------------- | ------------------- | -------------- |
| General         | Ivica Kostelić | Croacia        | Maria Riesch        | Alemania       |
| Descenso        | Didier Cuche   | Suiza          | Lindsey Vonn        | Estados Unidos |
| Eslalon         | Ivica Kostelić | Croacia        | Marlies Schild      | Austria        |
| Eslalon Gigante | Ted Ligety     | Estados Unidos | Viktoria Rebensburg | Alemania       |
| Super Gigante   | Didier Cuche   | Suiza          | Lindsey Vonn        | Estados Unidos |
| Combinada       | Ivica Kostelić | Croacia        | Lindsey Vonn        | Estados Unidos |

## Ganadores por disciplina - masculino

### General
| Puesto | Nombre         | País    | Puntos |
| ------ | -------------- | ------- | ------ |
| Oro    | Ivica Kostelić | Croacia | 1356   |
| Plata  | Didier Cuche   | Suiza   | 956    |
| Bronce | Carlo Janka    | Suiza   | 793    |

### Descenso
| Puesto | Nombre             | País    | Puntos |
| ------ | ------------------ | ------- | ------ |
| Oro    | Didier Cuche       | Suiza   | 510    |
| Plata  | Michael Walchhofer | Austria | 498    |
| Bronce | Klaus Kroell       | Austria | 411    |

### Eslalon
| Puesto | Nombre               | País    | Puntos |
| ------ | -------------------- | ------- | ------ |
| Oro    | Ivica Kostelić       | Croacia | 478    |
| Plata  | Jean-Baptiste Grange | Francia | 442    |
| Bronce | Andre Myhrer         | Suecia  | 423    |

### Eslalon Gigante
| Puesto | Nombre             | País           | Puntos |
| ------ | ------------------ | -------------- | ------ |
| Oro    | Ted Ligety         | Estados Unidos | 383    |
| Plata  | Aksel Lund Svindal | Noruega        | 306    |
| Bronce | Cyprien Richard    | Francia        | 303    |

### Super Gigante
| Puesto | Nombre             | País    | Puntos |
| ------ | ------------------ | ------- | ------ |
| Oro    | Didier Cuche       | Suiza   | 291    |
| Plata  | Georg Streitberger | Austria | 227    |
| Bronce | Ivica Kostelić     | Croacia | 223    |

### Combinada
| Puesto | Nombre              | País    | Puntos |
| ------ | ------------------- | ------- | ------ |
| Oro    | Ivica Kostelić      | Croacia | 345    |
| Plata  | Christof Innerhofer | Italia  | 219    |
| Bronce | Kjetil Jansrud      | Noruega | 145    |

## Ganadores por disciplina - femenino

### General
| Puesto | Nombre       | País           | Puntos |
| ------ | ------------ | -------------- | ------ |
| Oro    | Maria Riesch | Alemania       | 1728   |
| Plata  | Lindsey Vonn | Estados Unidos | 1725   |
| Bronce | Tina Maze    | Eslovenia      | 1139   |

### Descenso
| Puesto | Nombre        | País           | Puntos |
| ------ | ------------- | -------------- | ------ |
| Oro    | Lindsey Vonn  | Estados Unidos | 650    |
| Plata  | Maria Riesch  | Alemania       | 457    |
| Bronce | Julia Mancuso | Estados Unidos | 367    |

### Eslalon
| Puesto | Nombre           | País      | Puntos |
| ------ | ---------------- | --------- | ------ |
| Oro    | Marlies Schild   | Austria   | 680    |
| Plata  | Tanja Poutiainen | Finlandia | 511    |
| Bronce | Maria Riesch     | Alemania  | 470    |

### Eslalon Gigante
| Puesto | Nombre              | País      | Puntos |
| ------ | ------------------- | --------- | ------ |
| Oro    | Viktoria Rebensburg | Alemania  | 435    |
| Plata  | Tessa Worley        | Francia   | 358    |
| Bronce | Tanja Poutiainen    | Finlandia | 240    |

### Super Gigante
| Puesto | Nombre        | País           | Puntos |
| ------ | ------------- | -------------- | ------ |
| Oro    | Lindsey Vonn  | Estados Unidos | 560    |
| Plata  | Maria Riesch  | Alemania       | 389    |
| Bronce | Julia Mancuso | Estados Unidos | 315    |

### Combinada
| Puesto | Nombre       | País           | Puntos |
| ------ | ------------ | -------------- | ------ |
| Oro    | Lindsey Vonn | Estados Unidos | 220    |
| Plata  | Tina Maze    | Eslovenia      | 212    |
| Bronce | Maria Riesch | Alemania       | 205    |

## Calendario

### Masculino
| Día      | Lugar                       | Prueba           | Ganador                                              |
| 14.11.10 | Levi Finlandia              | Eslalon          | Jean-Baptiste Grange Francia                         |
| 27.11.10 | Lake Louise Canadá          | Descenso         | Michael Walchhofer Austria                           |
| 28.11.10 | Lake Louise Canadá          | Super Gigante    | Tobias Gruenenfelder Suiza                           |
| 04.12.10 | Beaver Creek Estados Unidos | Super Gigante    | Georg Streitberger Austria                           |
| 05.12.10 | Beaver Creek Estados Unidos | Eslalon Gigante  | Ted Ligety Estados Unidos                            |
| 11.12.10 | Val d'Isere Francia         | Eslalon Gigante  | Ted Ligety Estados Unidos                            |
| 12.12.10 | Val d'Isere Francia         | Eslalon          | Marcel Hirscher Austria                              |
| 17.12.10 | Val Gardena Italia          | Super Gigante    | Michael Walchhofer Austria                           |
| 18.12.10 | Val Gardena Italia          | Descenso         | Silvan Zurbriggen Suiza                              |
| 19.12.10 | Alta Badia Italia           | Eslalon Gigante  | Ted Ligety Estados Unidos                            |
| 29.12.10 | Bormio Italia               | Descenso         | Michael Walchhofer Austria                           |
| 02.01.11 | Munich Alemania             | Eslalon Paralelo | Ivica Kostelic Croacia                               |
| 06.01.11 | Zagreb Croacia              | Eslalon          | Andre Myhrer Suecia                                  |
| 08.01.11 | Adelboden Suiza             | Eslalon Gigante  | Cyprien Richard Francia · Aksel Lund Svindal Noruega |
| 09.01.11 | Adelboden Suiza             | Eslalon          | Ivica Kostelic Croacia                               |
| 14.01.11 | Wengen Suiza                | Combinada        | Ivica Kostelic Croacia                               |
| 15.01.11 | Wengen Suiza                | Descenso         | Klaus Kroell Austria                                 |
| 16.01.11 | Wengen Suiza                | Eslalon          | Ivica Kostelic Croacia                               |
| 21.01.11 | Kitzbühel Austria           | Super Gigante    | Ivica Kostelic Croacia                               |
| 22.01.11 | Kitzbühel Austria           | Descenso         | Didier Cuche Suiza                                   |
| 23.01.11 | Kitzbühel Austria           | Eslalon          | Jean-Baptiste Grange Francia                         |
| 23.01.11 | Kitzbühel Austria           | Combinada        | Ivica Kostelic Croacia                               |
| 25.01.11 | Schladming Austria          | Eslalon          | Jean-Baptiste Grange Francia                         |
| 29.01.11 | Chamonix Francia            | Descenso         | Didier Cuche Suiza                                   |
| 30.01.11 | Chamonix Francia            | Combinada        | Ivica Kostelic Croacia                               |
| 05.02.11 | Hinterstoder Austria        | Super Gigante    | Hannes Reichelt Austria                              |
| 06.02.11 | Hinterstoder Austria        | Eslalon Gigante  | Philipp Schoerghofer Austria                         |
| 26.02.11 | Bansko Bulgaria             | Combinada        | Christof Innerhofer Italia                           |
| 27.02.11 | Bansko Bulgaria             | Eslalon          | Mario Matt Austria                                   |
| 05.03.11 | Kranjska Gora Eslovenia     | Eslalon Gigante  | Carlo Janka Suiza                                    |
| 06.03.11 | Kranjska Gora Eslovenia     | Eslalon          | Mario Matt Austria                                   |
| 11.03.11 | Kvitfjell Noruega           | Descenso         | Beat Feuz Suiza                                      |
| 12.03.11 | Kvitfjell Noruega           | Descenso         | Michael Walchhofer Austria                           |
| 13.03.11 | Kvitfjell Noruega           | Super Gigante    | Didier Cuche Suiza                                   |
| 16.03.11 | Lenzerheide Suiza           | Descenso         | Adrien Théaux Francia                                |
| 19.03.11 | Lenzerheide Suiza           | Eslalon          | Giuliano Razzoli Italia                              |

### Femenino
| Día      | Lugar                           | Prueba           | Ganadora                                           |
| 23.10.10 | Sölden Austria                  | Eslalon Gigante  | Viktoria Rebensburg Alemania                       |
| 13.11.10 | Levi Finlandia                  | Eslalon          | Marlies Schild Austria                             |
| 27.11.10 | Aspen Estados Unidos            | Eslalon Gigante  | Tessa Worley Francia                               |
| 28.11.10 | Aspen Estados Unidos            | Eslalon          | Maria Pietilae Suecia                              |
| 03.12.10 | Lake Louise Canadá              | Descenso         | Maria Riesch Alemania                              |
| 04.12.10 | Lake Louise Canadá              | Descenso         | Maria Riesch Alemania                              |
| 05.12.10 | Lake Louise Canadá              | Super Gigante    | Lindsey Vonn Estados Unidos                        |
| 12.12.10 | St. Moritz Suiza                | Eslalon Gigante  | Tessa Worley Francia                               |
| 18.12.10 | Val d'Isere Francia             | Descenso         | Lindsey Vonn Estados Unidos                        |
| 19.12.10 | Val d'Isere Francia             | Combinada        | Lindsey Vonn Estados Unidos                        |
| 21.12.10 | Courchevel Francia              | Eslalon          | Marlies Schild Austria                             |
| 28.12.10 | Semmering Austria               | Eslalon Gigante  | Tessa Worley Francia                               |
| 29.12.10 | Semmering Austria               | Eslalon          | Marlies Schild Austria                             |
| 02.01.11 | Munich Alemania                 | Eslalon Paralelo | Maria Pietilae Suecia                              |
| 04.01.11 | Zagreb Croacia                  | Eslalon          | Marlies Schild Austria                             |
| 08.01.11 | Zauchensee Austria              | Descenso         | Lindsey Vonn Estados Unidos                        |
| 09.01.11 | Zauchensee Austria              | Super Gigante    | Lara Gut Suiza                                     |
| 11.01.11 | Flachau Austria                 | Eslalon          | Tanja Poutiainen Finlandia · Maria Riesch Alemania |
| 21.01.11 | Cortina d'Ampezzo Italia        | Super Gigante    | Lindsey Vonn Estados Unidos                        |
| 22.01.11 | Cortina d'Ampezzo Italia        | Descenso         | Maria Riesch Alemania                              |
| 23.01.11 | Cortina d'Ampezzo Italia        | Super Gigante    | Lindsey Vonn Estados Unidos                        |
| 04.02.11 | Zwiesel Alemania                | Eslalon          | Marlies Schild Austria                             |
| 06.02.11 | Zwiesel Alemania                | Eslalon Gigante  | Viktoria Rebensburg Alemania                       |
| 25.02.11 | Åre Suecia                      | Combinada        | Maria Riesch Alemania                              |
| 26.02.11 | Åre Suecia                      | Descenso         | Lindsey Vonn Estados Unidos                        |
| 27.02.11 | Åre Suecia                      | Super Gigante    | Maria Riesch Alemania                              |
| 04.03.11 | Tarvisio Italia                 | Combinada        | Tina Maze Eslovenia                                |
| 05.03.11 | Tarvisio Italia                 | Descenso         | Anja Paerson Suecia                                |
| 06.03.11 | Tarvisio Italia                 | Super Gigante    | Lindsey Vonn Estados Unidos                        |
| 11.03.11 | Spindleruv Mlyn República Checa | Eslalon Gigante  | Viktoria Rebensburg Alemania                       |
| 12.03.11 | Spindleruv Mlyn República Checa | Eslalon          | Marlies Schild Austria                             |
| 16.03.11 | Lenzerheide Suiza               | Descenso         | Julia Mancuso Estados Unidos                       |
| 18.03.11 | Lenzerheide Suiza               | Eslalon          | Tina Maze Eslovenia                                |

- Datos: Q5159